# Nicanor Villalta
Nicanor Villalta y Serrés (Cretas, 20 novembre 1897 – Madrid, 6 gennaio 1980) è stato un torero e attore spagnolo.

## Biografia
Figlio del banderillero Joaquín Villalta y Odena, nel 1907 si trasferì con la sua famiglia in Messico dove il padre cercava di guadagnarsi da vivere come torero e proprio lì acquisì le prime nozioni sulla corrida e dove combatte per la prima volta il 22 giugno 1918 nell'arena di Veracruz.
Ritornato in Spagna, nel 1919 combatté una corrida a Saragozza senza ottenere il successo sperato e anche i primi anni della sua carriera furono molto duri e pieni di battute d'arresto. Villalta però seppe superarle fino ad arrivare a combattere a Las Ventas il 2 aprile 1922 e diventare uno dei più famosi matador della storia ed esser citato da Ernest Hemingway in Morte nel pomeriggio, che chiamò il suo primo figlio John Hadley Nicanor in suo onore.
Si ritirò dalle arene una prima volta nel 1935 per poi tornare nel 1939 e ritirarsi definitivamente il 17 ottobre 1943 con un'ultima corrida a Saragozza insieme a Morenito de Talavera e Manolete.
Nicanor Villalta ebbe anche alcune esperienze come attore partecipando a El suceso de anoche (1929) e Juguetes rotos (1966) in cui ha ucciso il suo ultimo toro a quasi 68 anni di età e a 22 anni dal ritiro dalle corride.